# Andréa Mbuyi-Mutombo
Andréa Mbuyi-Mutombo (Bruxelles, 7 giugno 1990) è un ex calciatore belga naturalizzato congolese (Repubblica Democratica del Congo), di ruolo centrocampista.